# هجوم بئر السبع 2022
هجوم بئر السبع هو هجومٌ حصلَ يوم 22 آذار/مارس 2022 في مدينة بئر السبع إحدى أقدم مدن فلسطين التاريخية والواقعة تحتَ السيطرة الإسرائيليّة. قُتلَ خلال الهجوم أربعة أشخاص وأُصيب ثلاثة آخرون بجروح متفاوتة الخطورة.
نُفّذ الهجوم عبرَ عمليتي طعنٍ ودهسٍ في بئر السبع، حيثُ ذكرت وسائل إعلام عبريّة أنَّ منفذ العملية دهسَ أولًا بمركبتهِ شخصًا كان على دراجة نارية ما أدى إلى مقتله، ثم طَعن شخصًا آخر، وانتقلَ من موقع الدهس إلى موقعين آخرين حيث طعن أشخاصًا آخرين.

## خلفيّة
وقعت في أوائل عام 2022 سلسلةٌ من الاشتباكات بين قوات الاحتلال الإسرائيلي وعدد من الفلسطينيين، واقتصرت في الغالب على الضفة الغربية و‌القدس وليس المنطقة الجنوبية التي تقعُ فيها مدينة بئر السبع.

## الهجوم
بدأ الهجوم في حوالي الساعة 16:10 مساءً بالتوقيت المحليّ عندما توجَّه محمد أبو القيعان بسيّارته إلى محطة وقود في الطريق السريع 60 حيث طعنَ موظّفة وقتلها، ثمَّ قاد سيارته إلى مركز تجاري حيث دهسَ شخصًا آخر على درّاجته، مما أدى إلى مقتله. ذهب القيعان بعدها إلى مركز تجاري مجاور، فطعن امرأةً تبلغُ من العمر 47 عامًا حتى الموت في قسمِ الملابس، وركضَ نحو دوار مروري حيثُ قتل رجلًا يبلغ من العمر 67 عامًا بحسبِ المصادر الإسرائيليّة.
حسبَ المصادر الإسرائيليّة فقد اقتربَ سائق حافلةٍ يُدعى آرثر تشايموف من موقع الهجوم حيثُ اعتقدَ في البداية – بحسبِ ذات المصادر – أنَّ حادثًا مروري قد وقعَ ثمّ أدركَ أن القيعان كان لديه سكين، فطلبَ منهُ ترك سكينه والاستسلام، وهو ما رفضه المهاجم كما كتبت مصادر عبريّة فاندفع القيعان إلى الأمامِ وحاول طعن السائق الذي أخرج مسدسًا وأرداه قتيلًا كما نشرت صحيفة تايمز أوف إسرائيل في تقريرها. شُوهد رجلٌ آخرٌ يُطلق النار على محمّد، لكنَّ الشرطة الإسرائيليّة لم تتمكَّن من تحديدِ هويّته كما ذكرت في بيانها اللاحق. يُعتبر هذا الهجوم هو الهجوم الأكثر دمويّة من نوعهِ في «إسرائيل» منذ هجوم الشاحنة في القدس عام 2017.

## المهاجم
محمد أبو القيعان من مواليدِ حورة في مجتمع بدو النقب في «إسرائيل». كان مدرسًا سابقًا في المدرسة، وقد اعتُقل على يدِ سلطات الاحتلال وسُجن بين عامي 2016 و2020، بعد أن وردَ أنه علَّم أطفال المدارس دعم تنظيم الدولة الإسلامية ونشرَ دعاية مؤيّدة للتنظيم كما ذكرت مصادر عبريّة في وقت لاحق. نسبت صحيفة هاآرتس الإسرائيليّة لمحمّد أبو القيعان قوله إنّه كان يرغبُ في وقتٍ من الأوقات في الانضمامِ لتنظيمِ داعش في سوريا.
حُكم على القيعان عام 2016 بالسجنِ بتهمة الترويج لداعش، واعتذرَ لاحقًا عن أفعاله كما أشارت التقارير الإسرائيليّة، ثمّ أُفرج عنه عام 2019. قالَ أحد الأقارب لقناة كان 11 إنَّ عائلة قيعان «مستقرة عقليًا» وأنَّ «القتلَ صدمهم».

## ردود الفعل
أشادت حركتا حماس والجهاد الإسلامي في فلسطين بالحادث، وقالت الأولى إنَّ «المعركة ضد الاحتلال مستمرة ولن تتوقَّف» بينما لم يدلِ تنظيم الدولة الإسلامية في العراق والشام بأيِّ بيان. هنَّأَ حزب الله في 23 آذار/مارس محمّد أبو القيعان مُشيدًا بأفعاله وقالَ بأنها «تعبير حقيقي عن روحِ الجهاد والمقاومة الحقيقية للشعب الفلسطيني»
أدانَ العديد من السياسيين الإسرائيليين الهجوم، بمن فيهم نفتالي بينيت، وأيليت شاكيد، ويائير لبيد، وإسحاق هرتسوغ، فيما قالَ يعقوب شبتاي الضابط في الشرطة الإسرائيليّة إنَّ الأخيرة قلقة من احتمال وقوع حوادث مقلَّدة محتمَلة في المستقبل.
قال ممثل الأمم المتحدة تور وينسلاند أنّه «لا يوجد مبرر للعنف او الإرهاب. لا يوجد شيء بطولي في قتل المدنيين ولا عذر للإشادة بمثل هذه الأعمال»، ووصف السفير الأمريكي في إسرائيل توماس آر نيدس الهجوم بأنه «هجوم إرهابي حقير». أدانَ الهجوم أيضًا كلٌ من السفير الأوكراني في إسرائيل يفجن كورنيتشوك، ووزارة الخارجية اليونانية، والرئيس الروسي فلاديمير بوتين.
أفادت تقارير أن منزل القيعان في حورة خضع لتفتيشٍ من قبل الشاباك، وذكرت وسائل الإعلام الفلسطينية أنَّ العديد من الطرق في البلدة أُغلقت مؤقتًا أثناء العملية. قبضت سلطات الاحتلال الإسرائيلي على أشقاء القيعان بعد أن ثارت شكوكٌ حول السكين الذي استخدمهُ في الهجوم. وافقَ مجلس الوزراء الإسرائيلي في اليومِ التالي للهجوم على خطّة لبناء عشر بلدات جديدة في النقب، بما في ذلك مدينة حريديم مقترحة سابقًا.
أثار وزير الشرطة عومر بارليف ضجّة عندما وعدَ بسجن القيعان في جنازة أحد الضحايا، ثمّ اعتذر لاحقًا علنًا عن تصريحه، قائلًا إنه لم يتمّ إخباره بأنه سيتعين عليه إلقاء خطاب فقامَ بإعدادِ خطابٍ على الفور.
حصلَ في الرابع والعشرين من آذار/مارس هجومٌ إسرائيليّ على قرية زيتا جماعين الفلسطينيّة، حيث قامَ «مخرّبون مجهولون» كما سمَّتهم وسائل إعلام غربيّة في حين وُصفوا بـ «عصابات المستوطنين» من قِبل وسائل إعلام فلسطينيّة وعربيّة بكتابةِ عبارة «لن يصمتَ اليهود عندما نُقتل» بالعبريّة على أحد المساجد، وقالت الشرطة الإسرائيليّة إنها تُحقّق في الحادث بالإضافة إلى تقارير غير مؤكدة عن محاولة فاشلة لحرق المسجد.
بعد يومين من الهجوم، كشفت بيانات وزارة الأمن الداخلي عن ارتفاع عدد طلبات الحصول على رخصة حيازة أسلحة نارية إلى 244، على عكس العدد العادي البالغ 60 طلبًا.